# Poscombustión

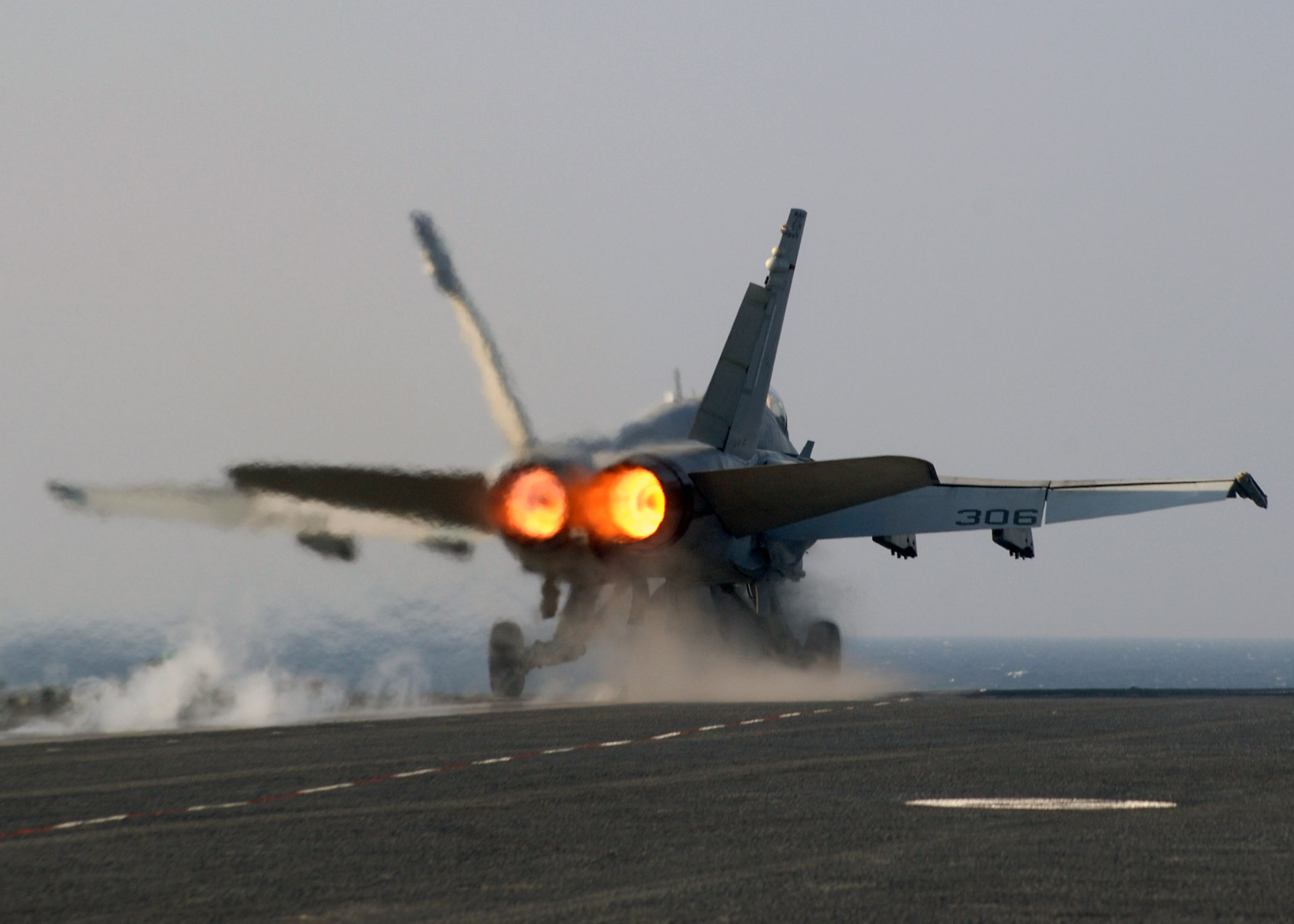
Muestra de postcombustión en un F/A-18 Hornet

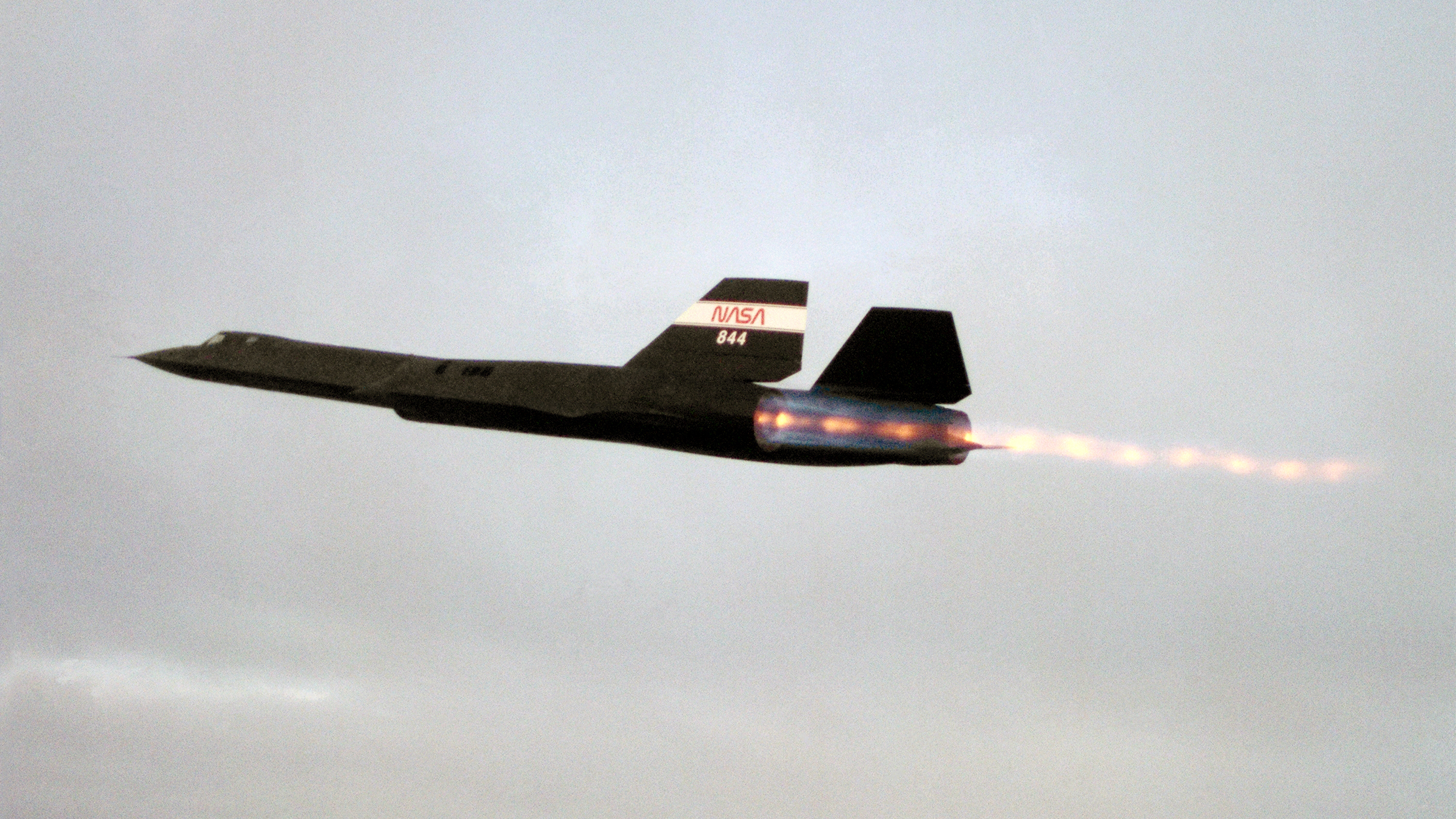
SR-71 en vuelo con un motor J58 en postcombustión mantenida.

La poscombustión o postcombustión es el proceso que es realizado por el posquemador o postquemador (denominado en inglés afterburner), el cual es técnicamente un inyector para cámara de combustión externa, un componente adicional que se añade en algunos motores de reacción, principalmente a los de las aeronaves militares. Fue desarrollado originalmente para el proyecto Miles M.52 (durante los últimos años de la Segunda Guerra Mundial).
Su propósito es proporcionar un incremento temporal en el empuje, en situaciones como el despegue, en el combate aéreo o en el vuelo supersónico (las aeronaves supersónicas, al tener mayor carga alar, requieren una mayor velocidad de despegue). Esto se consigue inyectando combustible adicional en la tobera de escape de la turbina. Este combustible entra en ignición por las altas temperaturas de los gases de escape y añade empuje al motor cuando este ya se encuentra al 100% de su potencia militar (empuje seco), y se denomina empuje húmedo con el encendido de postcombustión (140%). La ventaja de la postcombustión es su incremento significativo del empuje; la desventaja es que el consumo de combustible es muy elevado e ineficiente, en torno al 600% de más para un incremento de empuje del 40% (resultante 140%), por lo que se suele emplear por cortos períodos y con el propósito útil de aligerar el avión cuando se prevén maniobras de energía críticas.

## Diseño

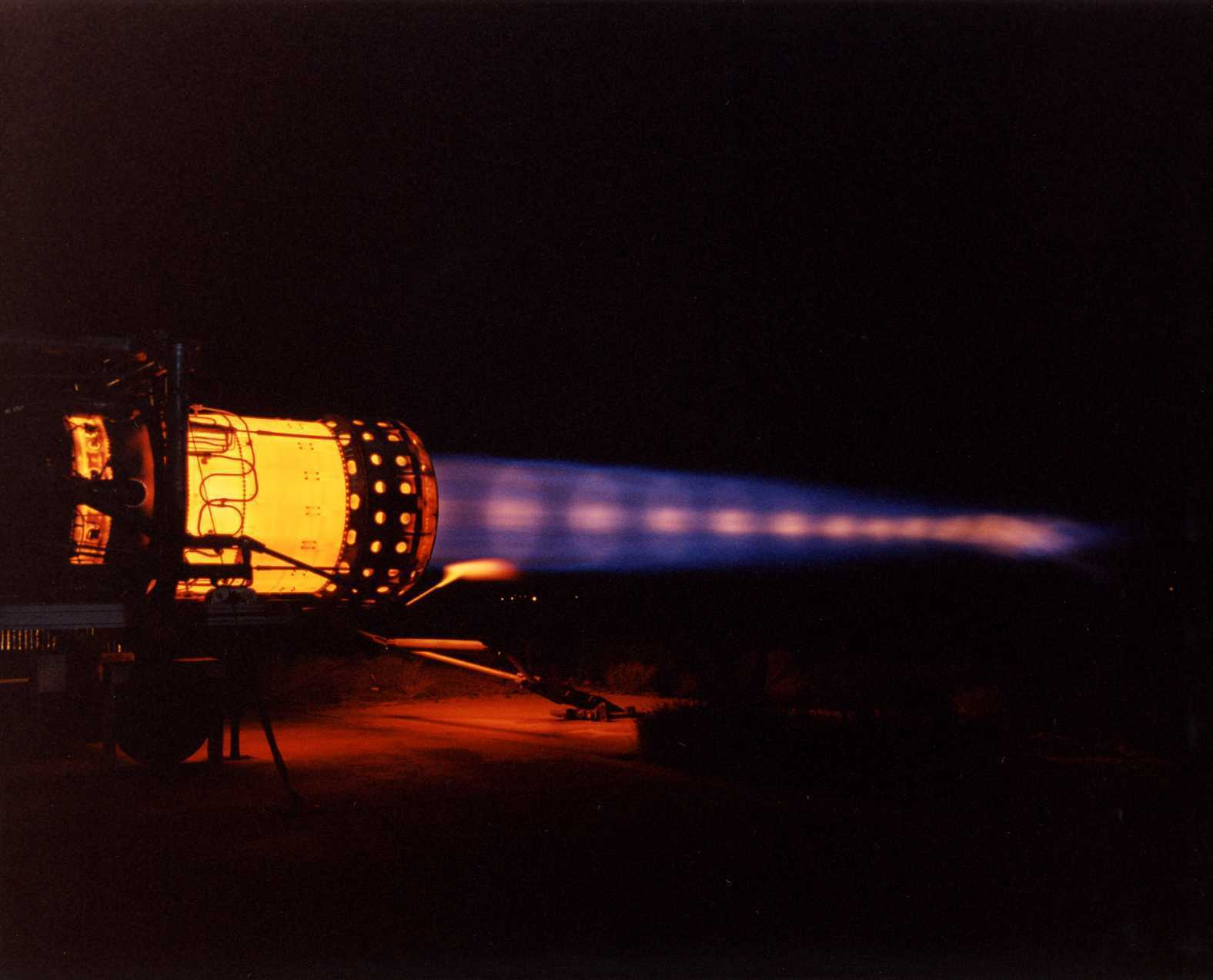
Un motor Pratt & Whitney J58 en postcombustión completa.

El postquemador de un motor a reacción es una sección que contiene inyectores de combustible adicionales, y dado que el flujo anterior a la turbina emplea poco oxígeno, el postquemador es, en esencia, un tipo de estatorreactor. Cuando el posquemador se enciende, el combustible es inyectado en escape posterior a la última turbina, entrando en ignición fácilmente debido a la relativamente alta temperatura de los gases. El proceso de combustión resultante incrementa la temperatura a la salida del postquemador (entrada de la tobera) significativamente, lo que resulta en un incremento brusco del empuje neto del motor y de la masa térmica propelente.
Para acomodar el incremento resultante de flujo de salida del postquemador, la superficie de la garganta de la tobera debe incrementarse. De otra forma, el flujo en la turbomaquinaria se remezclaría (causando probablemente tensión en el ventilador o fan de un turbofán).

## Limitaciones
Debido a su desproporcionado consumo de combustible, los postquemadores no se emplean durante períodos prolongados (una excepción notable es el motor Pratt & Whitney J58 empleado en el Lockheed SR-71 Blackbird). De esta forma, solo se emplean cuando es importante tener tanto empuje como sea posible. Esto incluye despegues en pistas cortas (como en los portaaviones) y situaciones de combate aéreo.

## Eficiencia
Dado que el gas de escape tiene menos oxígeno debido a la combustión anterior, y dado que el combustible no se quema en un flujo de aire altamente comprimido, el postquemador es muy ineficiente comparado con el sistema de combustión. La eficiencia del postquemador también decrece significativamente si, como es normalmente el caso, la presión en la tobera de salida disminuye a medida que se incrementa la altura.
Sin embargo y como contraejemplo, el SR-71 tiene una eficiencia razonable en grandes altitudes con el postquemador activado debido a su alta velocidad mach 3.2 y, por lo tanto, a las altas presiones debido al efecto de la presión dinámica.
Los postquemadores producen un incremento significativo del empuje, así como unas largas llamaradas en la parte trasera del motor. En estas llamaradas pueden verse diamantes de shock, causados por las ondas de choque generadas por expansión de Prandtl-Meyer  por las diferencias entre la presión ambiente y la presión de escape. Este desequilibrio causa oscilaciones en el diámetro del chorro de escape con la distancia y causa las bandas visibles donde la presión y la temperatura son más altas.

## Influencia en la elección del ciclo
La turbo combustión tiene una importante influencia en la elección del ciclo Brayton.
La tasa de decrecimiento de la presión en el fan decrementa el empuje, pero redunda en temperaturas más bajas a la entrada del postquemador. Dado que la temperatura a la salida del postquemador se fija efectivamente, la temperatura se eleva a medida que la unidad se incremente, incrementando el flujo de combustible del postquemador. El flujo total de combustible tiende a incrementarse más rápido que el empuje neto, resultando un consumo específico en postcombustión más alto. Sin embargo, la potencia en seco mejora. La alta tasa de temperatura a lo largo del turboquemador tiene como resultado un gran incremento del empuje.
Si la aeronave quema un gran porcentaje de su combustible con el postquemador, selecciona un ciclo de motor con un empuje específico. El motor resultante es relativamente eficiente con postquemado, pero de mayor consumo en seco. Sin embargo, si el postquemador se va a emplear raramente, se puede implementar un ciclo de bajo empuje específico.
A menudo el diseño se enfrenta a un compromiso entre ambos extremos.

## Uso
Las únicas aeronaves para transporte de civiles que emplearon el postquemador fueron el Concorde y el transporte supersónico Túpolev Tu-144, que empleaban postquemadores en el despegue y para minimizar el tiempo en régimen transónico.
Excepto en lo que se refiere a investigaciones de la NASA, los postquemadores se emplean en aeronaves militares. Los motores de supercrucero modernos tienen inherentemente un empuje muy grande, lo que ha disminuido la necesidad de los postquemadores. Un motor de turborreacción equipado con un postquemador recibe el nombre de turborreactor de postcombustión, mientras que un motor turbofán con postquemador recibe el nombre de "turbofan aumentado".